# William Hamling
William Hamling (10 août 1912 - 20 mars 1975), parfois connu sous le nom de Bill Hamling, est un homme politique du parti travailliste britannique.

## Biographie
Hamling fait ses études à l'Université de Liverpool et est officier des transmissions dans les Royal Marines pendant la Seconde Guerre mondiale.
Hamling se présente à Southport en 1945, Liverpool Wavertree en 1950 et 1951, Woolwich West en 1955 et 1959 et Torquay à l'élection partielle de 1955. Il est élu député de la circonscription de Woolwich-Ouest lors des élections générales de 1964 et occupe le siège jusqu'à sa mort en 1975, à l'âge de 62 ans. L'élection partielle de Woolwich West qui en résulte est remportée par le candidat conservateur Peter Bottomley. Il est secrétaire parlementaire privé du Premier ministre Harold Wilson de 1974 à sa mort.
Il est l'auteur de A Short History of the Liverpool Trades Council, Liverpool Trades Council and Labour Party, 1948.
Un vitrail représentant William Blake, dédié à la mémoire de Hamling, se trouve dans l'église St. Mary, à Battersea.